# Joanna Mitrosz
Joanna Mitrosz (ur. 21 sierpnia 1988 w Gdyni) – polska gimnastyczka artystyczna, reprezentantka Polski na igrzyskach olimpijskich w Pekinie oraz Londynie.

## Wybrane osiągnięcia
Mistrzostwa Polski
- wielokrotna Mistrzyni Polski w wieloboju indywidualnym i w ćwiczeniach.

Grand Prix w gimnastyce artystycznej
- 2010 - 8. miejsce w wieloboju indywidualnym[1];

Puchar świata
- 2007 - 17. miejsce w wieloboju indywidualnym

Mistrzostwa Europy
- 2010 - 10. miejsce w wieloboju indywidualnym,
- 2007 - 18. miejsce w wieloboju indywidualnym,
- 2006 - 16. miejsce w wieloboju indywidualnym,
- 2005 - 21. miejsce w wieloboju indywidualnym;

Mistrzostwa świata
- 2007 - 16. miejsce w wieloboju indywidualnym,
- 2005 - 21. miejsce w wieloboju indywidualnym;

Letnie Igrzyska Olimpijskie
- 2008 - 16. miejsce w wieloboju indywidualnym;
- 2012 - 9. miejsce w wieloboju indywidualnym;